# 特報!スポーツギア
『特報!スポーツギア』（とくほうスポーツギア）は北海道放送（HBCテレビ）で1999年4月から?まで放送されたスポーツ情報番組である。

## 概要
- 放送時間は毎週土曜18:00 - 18:30（JST）。

- 番組終了の理由は不明。

## 出演者
- 管野暢昭

| HBCテレビ 土曜18:00枠 | HBCテレビ 土曜18:00枠 | HBCテレビ 土曜18:00枠 |
| 前番組                | 番組名                | 次番組                |
| --------------------- | --------------------- | --------------------- |
| WE!テレポート6        | 特報!スポーツギア     | スポーツどーむ北海道  |

| スタブアイコン | サブスタブ | この項目は、まだ閲覧者の調べものの参照としては役立たない、テレビ番組に関連した書きかけの項目です。この項目を加筆・訂正などしてくださる協力者を求めています（P:テレビ/PJ:放送または配信の番組）。 |